# بدو (قدس)
بدو (قدس) (به لاتین: Biddu, Jerusalem) یک شهرک در دولت فلسطین است.

## خصوصیات
بدو ۶٬۳۶۸ نفر جمعیت دارد.